# محمد مكري
محمد مكري، من مواليد 1921، وتوفي بتاريخ 12 يوليو 2007، هو عالم إيراني راحل من أصل كردي، حيث ألف أكثر من 100 كتاب، وكتب أكثر من 700 مقالة خلال فترة حياته، عمل مع رئيس وزراء إيران الأسبق محمد مصدق، حتى تم إقالته من منصبه بتاريخ 19 أغسطس 1953، عُين كأول سفيراً لإيران لدى الاتحاد السوفيتي بعد الثورة الإسلامية عام 1971، ثم عُين سفيراً لإيران لدى منغوليا. بعد أن اشتدت الخلافات مع الخميني، اضطر أن يبقى في فرنسا حتى وفاته بتاريخ 12 يوليو 2007.